# Slimnic
Slimnic is een Roemeense gemeente in het district Sibiu.
Slimnic telt 3656 inwoners.